# Vlag van Rijnsaterwoude

Vlag van de gemeente Rijnsaterwoude
(1971-1991)

De vlag van Rijnsaterwoude is op 22 oktober 1971 bij raadsbesluit vastgesteld als de gemeentevlag van de Zuid-Hollandse gemeente Rijnsaterwoude. De vlag zou als volgt kunnen worden omschreven:
drie banen geel – blauw – geel, waarvan de middelste gegolfd is met een ten minste 5 welvingen (waarvan 2 onzichtbaar), in een hoogteverhouding 2: 1: 2, met over alles heen een vierkant verdeeld in 3 banen blauw – geel – blauw en op het blauw 2 liggende gele halve manen naast elkaar respectievelijk 1 liggende gele halve maan in het midden, de zijde van het vierkant zijn gelijk aan 7/10 van de vlaghoogte..
De kleuren en het ontwerp van de vlag zijn ontleend aan het gemeentewapen.
Op 1 januari 1991 is Rijnsaterwoude opgegaan in de gemeente Jacobswoude. De vlag is daardoor als gemeentevlag komen te vervallen. Na de opheffing van Jacobswoude in 2009 kwam Rijnsaterwoude onder het bestuur van de nieuw opgerichte gemeente Kaag en Braassem.

## Verwante afbeeldingen

Het wapen van Rijnsaterwoude

Alkemade 
· Ameide 
· Ammerstol 
· Arkel 
· Asperen 
· Benthuizen 
· Bergambacht 
· Bergschenhoek 
· Berkel en Rodenrijs 
· Bernisse 
· Binnenmaas 
· Bleiswijk 
· Bleskensgraaf en Hofwegen
· Bodegraven 
· Boskoop
· Brielle 
· Cromstrijen 
· De Lier 
· Delfshaven 
· Dirksland 
· Everdingen 
· Geervliet 
· Giessenburg 
· Giessenlanden
· Goedereede 
· Goudswaard 
· Graafstroom 
· 's-Gravendeel 
· 's-Gravenzande 
· Groot-Ammers
· Hagestein 
· Haastrecht 
· Hazerswoude 
· Heenvliet 
· Heerjansdam 
· Hei- en Boeicop
· Heinenoord
· Hellevoetsluis 
· Hillegersberg
· Jacobswoude
· Kamerik
· Korendijk
· Koudekerk aan den Rijn
· Krimpen aan de Lek
· Langerak
· Leerdam
· Leidschendam
· Leimuiden
· Lexmond
· Liemeer
· Liesveld
· Maasland
· Middelharnis
· Mijnsheerenland
· Moerhuizen
· Moerkapelle
· Molenwaard
· Monster
· Moordrecht
· Naaldwijk
· Nederlek
· Nieuw-Beijerland
· Nieuwerkerk aan den IJssel
· Nieuw-Lekkerland
· Nieuwpoort
· Nieuwveen
· Noordwijkerhout
· Nootdorp
· Numansdorp
· Oostflakkee
· Oostvoorne
· Oud-Alblas
· Oud-Beijerland 
· Oude-Tonge 
· Oudenhoorn 
· Ouderkerk 
· Ouderkerk aan den IJssel
· Overschie
· Piershil 
· Pijnacker 
· Poortugaal 
· Puttershoek 
· Reeuwijk 
· Rhoon 
· Rijnsaterwoude 
· Rijnsburg 
· Rijnwoude 
· Rockanje 
· Rozenburg 
· Sassenheim 
· Schelluinen 
· Schipluiden 
· Schoonhoven 
· Schoonrewoerd 
· Sommelsdijk 
· Spijkenisse 
· Streefkerk 
· Strijen 
· Ter Aar 
· Valkenburg 
· Vianen 
· Vierpolders 
· Vlist 
· Voorburg 
· Voorhout 
· Warmond 
· Wateringen 
· Westmaas 
· Westvoorne 
· Woerden 
· Woubrugge 
· Zederik 
· Zevenhoven 
· Zevenhuizen 
· Zevenhuizen-Moerkapelle 
· Zuid-Beijerland 
· Zuidland 
· Zwammerdam 
· Zwartewaal